# Reprezentacja Hiszpanii w koszykówce mężczyzn
Reprezentacja Hiszpanii w koszykówce mężczyzn – drużyna, która reprezentuje Hiszpanię w koszykówce mężczyzn, aktualni mistrzowie świata i byli mistrzowie Europy. Za jej funkcjonowanie odpowiedzialny jest Hiszpański Związek Koszykówki (FEB). Obecnie zajmuje 2. miejsce w Rankingu FIBA. Aktualnym trenerem jest Sergio Scariolo.

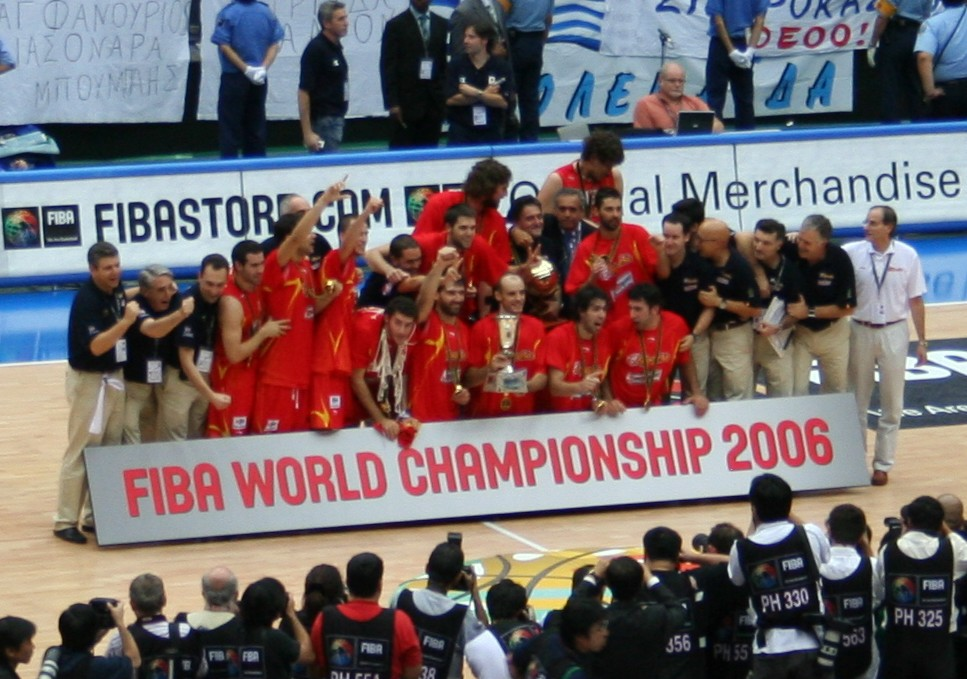
Reprezentacja Hiszpanii podczas MŚ

## Historia

### Mistrzostwa Europy
Hiszpanie startowali w mistrzostwach Starego Kontynentu od samego początku, czyli od 1935 roku, kiedy to czempionat odbywał się w Szwajcarii. W pierwszej rundzie pokonali Belgów, a w półfinale Czechosłowację. W finale przegrali z Litwą 24:18. Jednak do gry w mistrzostwach powrócili po 24-letniej przerwie, występując w Turcji i zajmując tam 13 miejsce.
Po nieudanych występach na kolejnych imprezach Hiszpanie na kolejny medal musieli czekać aż do 1973, gdy sami zorganizowali turniej. Przegrali wówczas w finale z Jugosławią.
Pierwsze złoto w europejskim czempionacie Hiszpanie zdobyli na Mistrzostwach Europy odbywających się w Polsce w 2009. Finałowy mecz odbył się w katowickim Spodku, gdzie Hiszpanie pokonali drużynę Serbii 85:63. Dwa lata później Hiszpanie obronili tytuł wygrywając w Kownie z Francją 98:85.
Dotychczas zdobyli 4 złota, 6 srebrnych i 4 brązowe medale.

### Mistrzostwa Świata
Podczas turniejów o mistrzostwo świata hiszpańscy koszykarze zadebiutowali w 1950, w Argentynie, gdzie w gronie dziesięciu drużyn zajęli 9. miejsce. Alvaro Salvatores był najlepiej punktującym zawodnikiem (średnia 13,7 pkt na mecz), a także został wybrany do drużyny turnieju.
Na kolejnych mistrzostwach, 24 lata później, w Portoryko, zajęli piąte miejsce, zaś Wayne Brabender znalazł się w drużynie turnieju. W 1982 zostali sklasyfikowani na 4. miejscu, po przegranej 117-119 z Jugosławią w meczu o brązowy medal. Podczas jedynego czempionatu rozgrywanego w Hiszpanii, w 1986 roku, zajęli piątą pozycję. W kolejnych trzech mistrzostwach zajmowali dwukrotnie 10. i dwukrotnie piątą pozycję.
Mają w dorobku 2 złote medale: po raz pierwszy zdobyli go w 2006, w Japonii, po pokonaniu w finale Grecji 70:47. Po turnieju Pau Gasol został wygrany MVP turnieju, a w klasyfikacji najlepiej punktujących, ze średnią 21 pkt, zajął trzecie miejsce (wygrał Chińczyk Yao Ming). Po raz drugi po trofeum sięgnęli w 2019.

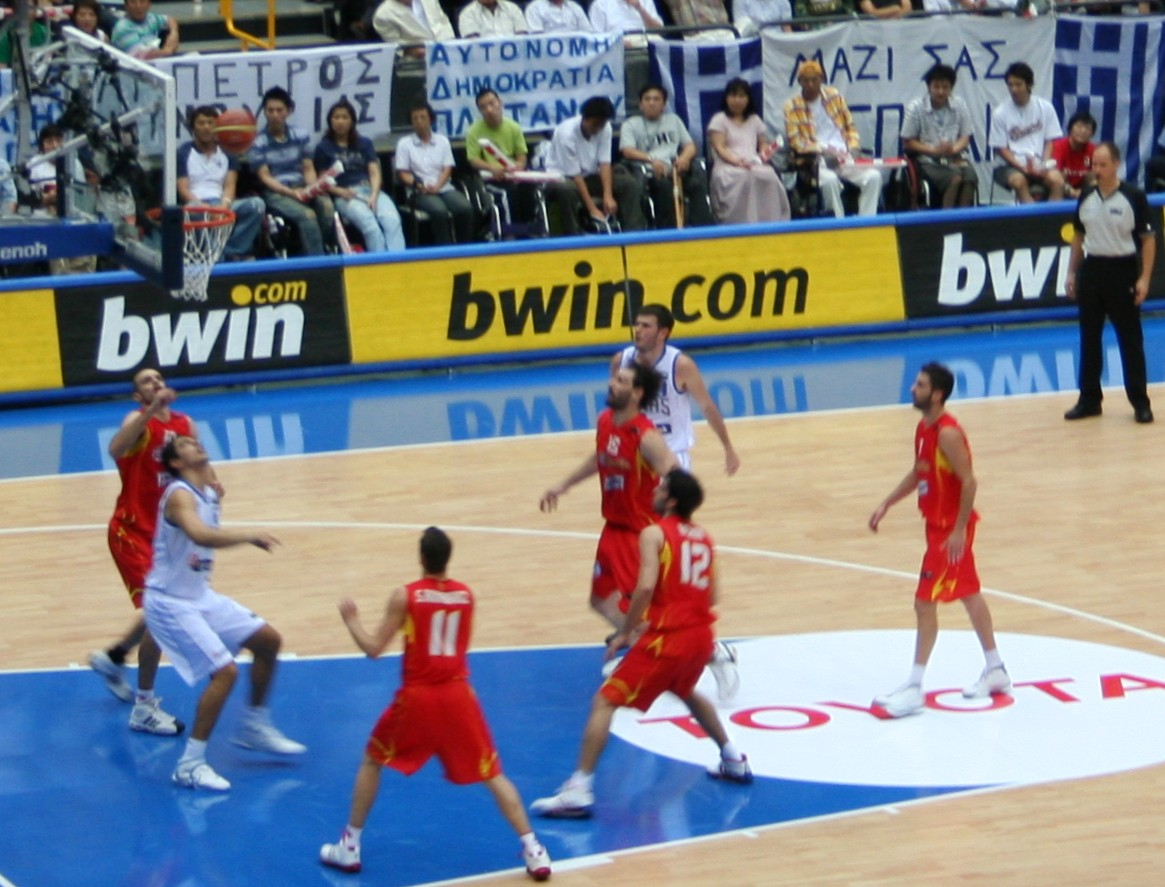
Zmagania finałowe przeciwko Grekom podczas MŚ w Japonii

### Igrzyska Olimpijskie
Na igrzyskach Hiszpanie występują od 1960, kiedy to zajęli 14. miejsce. Pierwszy raz na podium stanęli w Los Angeles w 1984, przegrywając w finale z Amerykanami 65:96. W Pekinie pod wodzą Aíto García Renesesa zdobyli drugi medal, srebro, także po porażce z USA. Na igrzyskach w roku 2012 w Londynie zdobyli srebrny medal przegrywając w finale z drużyną Stanów Zjednoczonych.

## Bilans rywalizacji

### Eurobasket
| Rok   | Pozycja           | Gry               | W                 | P                 |
| ----- | ----------------- | ----------------- | ----------------- | ----------------- |
| 1935  | Wicemistrz        | 3                 | 2                 | 1                 |
| 1937  | nie weszli        | nie weszli        | nie weszli        | nie weszli        |
| 1939  | brak kwalifikacji | brak kwalifikacji | brak kwalifikacji | brak kwalifikacji |
| 1946  | nie weszli        | nie weszli        | nie weszli        | nie weszli        |
| 1947  | nie weszli        | nie weszli        | nie weszli        | nie weszli        |
| 1949  | nie weszli        | nie weszli        | nie weszli        | nie weszli        |
| 1951  | nie weszli        | nie weszli        | nie weszli        | nie weszli        |
| 1953  | nie weszli        | nie weszli        | nie weszli        | nie weszli        |
| 1955  | nie weszli        | nie weszli        | nie weszli        | nie weszli        |
| 1957  | nie weszli        | nie weszli        | nie weszli        | nie weszli        |
| 1959  | 15. miejsce       | 7                 | 3                 | 4                 |
| 1961  | 13. miejsce       | 7                 | 5                 | 2                 |
| 1963  | 7. miejsce        | 9                 | 5                 | 4                 |
| 1965  | 11. miejsce       | 9                 | 4                 | 5                 |
| 1967  | 6. miejsce        | 9                 | 3                 | 6                 |
| 1969  | 5. miejsce        | 7                 | 4                 | 3                 |
| 1971  | 7. miejsce        | 7                 | 3                 | 4                 |
| 1973  | Wicemistrz        | 7                 | 5                 | 2                 |
| 1975  | 4. miejsce        | 7                 | 4                 | 3                 |
| 1977  | 9. miejsce        | 7                 | 4                 | 3                 |
| 1979  | 6. miejsce        | 8                 | 4                 | 4                 |
| 1981  | 4. miejsce        | 9                 | 6                 | 3                 |
| 1983  | Wicemistrz        | 7                 | 5                 | 2                 |
| 1985  | 4. miejsce        | 8                 | 5                 | 3                 |
| 1987  | 4. miejsce        | 8                 | 4                 | 4                 |
| 1989  | 5. miejsce        | 5                 | 3                 | 2                 |
| 1991  | 3. miejsce        | 5                 | 3                 | 2                 |
| 1993  | 5. miejsce        | 9                 | 7                 | 2                 |
| 1995  | 6. miejsce        | 9                 | 5                 | 4                 |
| 1997  | 5. miejsce        | 9                 | 6                 | 3                 |
| 1999  | Wicemistrz        | 9                 | 5                 | 4                 |
| 2001  | 3. miejsce        | 7                 | 5                 | 2                 |
| 2003  | Wicemistrz        | 6                 | 5                 | 1                 |
| 2005  | 4. miejsce        | 6                 | 3                 | 3                 |
| 2007  | Wicemistrz        | 9                 | 7                 | 2                 |
| 2009  | Mistrz            | 9                 | 7                 | 2                 |
| 2011  | Mistrz            | 11                | 10                | 1                 |
| 2013  | 3. miejsce        | 11                | 7                 | 4                 |
| 2015  | Mistrz            | 9                 | 7                 | 2                 |
| Razem | 30/38             | 233               | 146               | 87                |

### Igrzyska Olimpijskie
| Rok             | Pozycja           | Gry               | W                 | P                 |                   |
| --------------- | ----------------- | ----------------- | ----------------- | ----------------- | ----------------- |
| 1936            | nie weszli        | nie weszli        | nie weszli        | nie weszli        | nie weszli        |
| od 1948 do 1956 | brak kwalifikacji | brak kwalifikacji | brak kwalifikacji | brak kwalifikacji |                   |
| 1960            | 11. miejsce       | 7                 | 2                 | 5                 |                   |
| 1964            | brak kwalifikacji | brak kwalifikacji | brak kwalifikacji | brak kwalifikacji | brak kwalifikacji |
| 1968            | 7. miejsce        | 9                 | 5                 | 4                 |                   |
| 1972            | 11. miejsce       | 9                 | 4                 | 5                 |                   |
| 1976            | brak kwalifikacji | brak kwalifikacji | brak kwalifikacji | brak kwalifikacji | brak kwalifikacji |
| 1980            | 4. miejsce        | 8                 | 4                 | 4                 |                   |
| 1984            | Wicemistrz        | 8                 | 6                 | 2                 |                   |
| 1988            | 8. miejsce        | 8                 | 4                 | 4                 |                   |
| 1992            | 9. miejsce        | 8                 | 4                 | 4                 |                   |
| 1996            | brak kwalifikacji | brak kwalifikacji | brak kwalifikacji | brak kwalifikacji | brak kwalifikacji |
| 2000            | 9. miejsce        | 6                 | 2                 | 4                 |                   |
| 2004            | 7. miejsce        | 6                 | 5                 | 1                 |                   |
| 2008            | Wicemistrz        | 8                 | 6                 | 2                 |                   |
| 2012            | Wicemistrz        | 8                 | 5                 | 3                 |                   |
| Razem           | 11/18             | 83                | 47                | 36                |                   |

### Mistrzostwa Świata
| Rok   | Pozycja           | Gry               | W                 | L                 |                   |
| ----- | ----------------- | ----------------- | ----------------- | ----------------- | ----------------- |
| 1950  | 9. miejsce        | 5                 | 1                 | 4                 |                   |
| 1954  | brak kwalifikacji | brak kwalifikacji | brak kwalifikacji | brak kwalifikacji | brak kwalifikacji |
| 1959  | brak kwalifikacji | brak kwalifikacji | brak kwalifikacji | brak kwalifikacji | brak kwalifikacji |
| 1963  | brak kwalifikacji | brak kwalifikacji | brak kwalifikacji | brak kwalifikacji | brak kwalifikacji |
| 1967  | brak kwalifikacji | brak kwalifikacji | brak kwalifikacji | brak kwalifikacji | brak kwalifikacji |
| 1970  | brak kwalifikacji | brak kwalifikacji | brak kwalifikacji | brak kwalifikacji | brak kwalifikacji |
| 1974  | 5. miejsce        | 10                | 4                 | 6                 |                   |
| 1978  | brak kwalifikacji | brak kwalifikacji | brak kwalifikacji | brak kwalifikacji | brak kwalifikacji |
| 1982  | 4. miejsce        | 10                | 7                 | 3                 |                   |
| 1986  | 5. miejsce        | 12                | 9                 | 3                 |                   |
| 1990  | 10. miejsce       | 8                 | 5                 | 3                 |                   |
| 1994  | 10. miejsce       | 8                 | 5                 | 3                 |                   |
| 1998  | 5. miejsce        | 9                 | 7                 | 2                 |                   |
| 2002  | 5. miejsce        | 9                 | 7                 | 2                 |                   |
| 2006  | Mistrz            | 9                 | 9                 | 0                 |                   |
| 2010  | 6. miejsce        | 9                 | 5                 | 4                 |                   |
| 2014  | 5. miejsce        | 7                 | 6                 | 1                 |                   |
| 2019  | Mistrz            | 8                 | 8                 | 0                 |                   |
| Razem | 12/18             | 101               | 73                | 28                |                   |